# Ana María Orellana Cano
Ana María Orellana Cano (Jerez de la Frontera, 10 de enero de 1962) es una magistrada y académica española especialista en derecho laboral. 
Desde febrero de 2025 es magistrada de la Sala de lo Social del Tribunal Supremo, tras haber ocupado la titularidad de la Sección 5.ª (Social) de la Audiencia Provincial de Cádiz entre 2011 y 2025. Es doctora en Derecho cum laude por la Universidad Complutense de Madrid y académica de número de la Real Academia de Jurisprudencia y Legislación de España.

## Formación
Se licenció en Derecho por la Universidad de Cádiz en 1985.
Obtuvo el doctorado cum laude en Derecho por la Universidad Complutense de Madrid en 2004 con la tesis «El proceso laboral de los derechos fundamentales».

## Carrera judicial
Ingresó en la carrera judicial por oposición libre en 1988.
- 1988-1994: jueza en los Juzgados de Primera Instancia e Instrucción de Ubrique y El Puerto de Santa María.
- 1994-2011: magistrada especialista de la Sala de lo Social del Tribunal Superior de Justicia de Andalucía, sede de Sevilla.[5]
- 2011-2025: titular de la Sección 5.ª (Social) de la Audiencia Provincial de Cádiz.[6]
- Desde 2025: magistrada de la Sala Cuarta (Social) del Tribunal Supremo, nombrada por el pleno del CGPJ en la convocatoria de especialistas.[7]

## Actividad académica y publicaciones
Compagina la jurisdicción con la docencia universitaria: desde 1999 es profesora titular asociada de Derecho del Trabajo en la Universidad de Cádiz y ha impartido másteres y cursos de posgrado en la Universidad Complutense de Madrid.
Ha publicado más de un centenar de artículos doctrinales y varias monografías sobre tutela de derechos fundamentales en el proceso laboral, responsabilidad social empresarial y relaciones de trabajo atípicas.

## Asociacionismo judicial
- Académica de número (medalla 42) de la Real Academia de Jurisprudencia y Legislación de España, donde ocupa el cargo de vocal bibliotecaria.[2]
- Miembro nato del Instituto de España y presidenta de la Sección Octava de Derecho del Trabajo de la misma corporación.[10]
- Presidenta del Consejo General de la Mutualidad General Judicial y directora académica de la Fundación Justicia Social del Consejo General de Colegios de Graduados Sociales de España.[11]

## Distinciones
- Cruz Distinguida de 1.ª Clase de la Orden de San Raimundo de Peñafort (27 de marzo de 2009).[12]
- Premio Nacional a la Mejor Laboralista de la Asociación Internacional de Derecho del Trabajo y de la Seguridad Social (2009).[3]
- Cruz de Honor de la Orden de San Raimundo de Peñafort (1 de febrero de 2022).[13]
- Premio Racimo al Emprendimiento y Trayectoria Personal (Ayuntamiento de Jerez, 4 de marzo de 2025).[14]